# Andorranisch-deutsche Beziehungen
Die Beziehungen zwischen Andorra und Deutschland sind freundschaftlich und ohne Probleme. Beide Staaten sind Mitglieder der Organisation für Sicherheit und Zusammenarbeit in Europa (OSZE), des Europarats und der Vereinten Nationen.
Die andorranische Botschaft in Wien ist auch für Deutschland zuständig. Die deutsche Botschaft in Madrid ist auch für Andorra zuständig. Die konsularische Betreuung erfolgt durch das Generalkonsulat in Barcelona. Darüber hinaus ist ein deutscher Honorarkonsul in Andorra la Vella tätig.

## Geschichte
Deutschland war 1994 der vierte Staat, der Andorra nach Verabschiedung der neuen Verfassung von 1993 endgültig als souverän und unabhängig anerkannte.